# Delline Bass
Delline Bass is een Engelse zangeres, die met Reflect een hit scoorde met Need to feel loved, geproduceerd door radio-dj's Seb Fontaine en Jay P. Het nummer werd gebruikt in de film It’s all gone Pete Tong en verscheen in Engeland op Valentijnsdag 2005.

## Discografie
| Single met eventuele hitnotering(en) in de Nederlandse Top 40 | Datum van verschijnen | Datum van binnenkomst | Hoogste positie | Aantal weken | Opmerkingen                           |
| ------------------------------------------------------------- | --------------------- | --------------------- | --------------- | ------------ | ------------------------------------- |
| Need to feel loved                                            |                       | 19-2-2005             | 20              | 9            | met Reflect / Dancesmash op Radio 538 |